# Kinjiro Shimizu
Kinjiro Shimizu, és un exfutbolista japonès.

## Selecció japonesa
Kinjiro Shimizu va disputar 1 partits amb la selecció japonesa.